# Heinrich von Plauen
Heinrich von Plauen (c. 1370-1429) fue un comandante sajón de la Orden Teutónica que salvó el territorio de la Orden en Prusia después de la batalla de Grunwald (1410) y posteriormente se convirtió en gran maestre entre 1410 y 1413.

## Biografía
Nacido alrededor de 1370 en la familia de los Vögte de Plauen, gobernantes en Vogtland, entre Turingia y (Sajonia), Heinrich llegó a Prusia como un cruzado en 1391 y probablemente se unió a la Orden Teutónica en ese momento. De 1397 a 1407 ocupó diferentes cargos antes de convertirse en comandante del castillo de Schwetz (Swiecie). Después de que los altos mandos de la orden fueran derrotados ante los polacos en la batalla de Grunwald, organizó la defensa de Mariemburgo (Malbork) y se convirtió en gran maestre interino. Debido a su papel principal en la reconquista de Prusia, Heinrich fue elegido gran maestre el 9 de noviembre de 1410. Firmó la paz con Polonia a principios de 1411. Para rescatar prisioneros, pagar a sus mercenarios y compensar los daños de guerra, Heinrich impuso varios impuestos extraordinarios, lo que provocó oposición entre los terratenientes prusianos. Cuando se preparaba para otra guerra, los altos oficiales se resistieron a su política bélica y lo destituyeron del cargo (9 de octubre de 1413). Después de diez años de prisión, fue enviado a Lochstadt, donde murió en 1429. Fue enterrado en la capilla del castillo de Mariemburgo.